# Shazam! (Film)
Shazam! ist eine Comicverfilmung über die fiktive Figur Captain Marvel aus den DC Comics. Hinter dem über magische Fähigkeiten verfügenden Protagonisten, der auch als Shazam bekannt ist, steht der Junge Billy Batson. Der Film ist Teil des DC Extended Universe und nach Adventures of Captain Marvel (1941) die zweite Leinwandadaption des Comichelden. Shazam! war ab dem 4. April 2019 in den deutschen und dem darauffolgenden Tag in den Vereinigten Staaten und Kanada in den Kinos zu sehen.

## Handlung
Im Jahr 1974 ist der junge Thaddeus Sivana mit seinem Vater und seinem Bruder unterwegs, als beide plötzlich aus dem Auto verschwinden, die Scheiben gefrieren und er sich in einer magischen Höhle, dem Fels der Ewigkeit, wiederfindet. Dort befinden sich versteinerte Ungeheuer, die Sieben Todsünden, und der Junge trifft auf den Zauberer Shazam, der ihn vor die Prüfung stellt, sich nicht in Versuchung bringen zu lassen, das Auge von Envy zu berühren. Als Thaddeus, verführt vom Flüstern der Todsünden, dennoch versucht, das Auge zu ergreifen, erkennt Shazam, dass der Junge nicht würdig ist, die Macht von ihm zu übernehmen, und schickt einen neuen Suchzauber nach einem Nachfolger in die Welt hinaus. Thaddeus, der sich schlagartig wieder im Auto seines Vaters befindet, erzählt aufgebracht von dem Erlebten und verursacht so einen Unfall, durch den sein Vater querschnittsgelähmt wird.
Im weihnachtlichen Philadelphia der Gegenwart sperrt der junge Billy Batson zwei Polizisten in einem Laden ein, um im Anschluss über den Polizeicomputer in deren Auto nach seiner Mutter zu suchen, die er rund zehn Jahre zuvor auf einem Jahrmarkt verloren hat. Allerdings wird er von der Polizei geschnappt und zur Pflegefamilie von Victor und Rosa Vasquez gegeben, die sich auch um die Kinder Mary, Darla, Eugene, Pedro und Freddy, mit dem sich Billy ein Zimmer teilen muss, kümmern. Währenddessen hat der erwachsene Thaddeus Sivana weitere Personen aufgespürt, die dem Zauberer Shazam begegnet waren und die Prüfung nicht bestanden haben. So findet er heraus, wie er erneut den Fels der Ewigkeit betreten kann, stiehlt dort das Auge von Envy und befreit dadurch die sieben Todsünden, die er fortan in sich trägt.
Obwohl Billy mit den anderen Kindern der Pflegefamilie zuerst nur wenig zurechtkommt, verteidigt er Freddy, als dieser von den Mobbern Burke und Brett in der Schule damit aufgezogen wird, dass er keine Mutter mehr hat. Im Anschluss flüchtet Billy vor den beiden in eine U-Bahn, aus der plötzlich alle Fahrgäste verschwinden und deren Scheiben gefrieren. Als er aussteigt, findet er sich in der Höhle von Shazam wieder, der ihn als rein empfindet, obwohl Billy es selber nicht tut. Shazam überträgt mithilfe seines Stabes all seine Kräfte auf Billy und zerfällt daraufhin zu Staub. Billy ist nun ein großer, muskulöser Mann Mitte Dreißig, der ein rotes Kostüm mit weißem Umhang trägt. Er stößt den Stab von sich und findet sich daraufhin in der U-Bahn wieder, jedoch weiterhin als Erwachsener in diesem Kostüm. Im Pflegeelternhaus kann er Freddy von seiner echten Identität überzeugen und beide beschließen, zusammen zu testen, welche Superkräfte er jetzt besitzt. Wie sie nach und nach herausfinden, kann er Blitze aus seinen Händen schießen, ist superschnell, kugelsicher, feuerfest, übermenschlich stark und kann fliegen. Bei der Rückkehr zum Pflegeelternhaus erkennt Billy schließlich, dass er mit dem Wort „Shazam“ zwischen seinen Körpern wechseln kann, wobei Darla von dem Geheimnis erfährt.
Thaddeus Sivana hat inzwischen die Firma seines Vaters aufgesucht und durch die Todsünden alle Teilnehmer einer Besprechung umbringen lassen. Auch sein Vater, der ihn nie geschätzt hat, stirbt. Die Todsünden geben ihm den Auftrag, Shazam zu suchen und umzubringen, da nur dieser noch mächtiger als er selbst sei.
Billy schwänzt derweil die Schule und gibt öffentlich mit seinem Superkräften an. So rettet er Mary vor einem ankommenden Auto und die Insassen eines Busses, der von einer Brücke stürzt, nachdem Billy, alias Shazam, die Reifen mit einem seiner Blitze zerstörte. Als es zum Konflikt mit Freddy kommt, der in der Schule damit angegeben hat, dass er Shazam kenne, erscheint Sivana und kämpft gegen Shazam, der fliehen kann. Zurück im Pflegeelternhaus offenbaren die anderen Kinder Billy, dass sie durch eine Fernsehsendung von seinem Gespräch mit Freddy wissen und so herausgefunden haben, dass er hinter dem Superhelden steht. Außerdem teilt Eugene ihm mit, dass er seine echte Mutter ausfindig machen konnte. Doch als Billy sie besucht, ist sie sehr abweisend und gibt zu, ihn damals wissentlich auf dem Markt zurückgelassen zu haben, da sie ihn bei den Polizisten in besserer Obhut wähnte.
Auch Sivana hat in der Zwischenzeit die wahre Identität von Shazam herausgefunden und entführt aus diesem Grund Freddy, Darla, Eugene, Pedro und Mary. Als er von Shazam fordert, seine ganzen Kräfte auf ihn zu übertragen, kommt es zum Kampf, in deren Verlauf sie in den Fels der Ewigkeit kommen, wo immer noch der zurückgelassene Stab liegt. Mit dessen Hilfe kann Shazam schließlich seine Kräfte mit den anderen Pflegekindern teilen, die daraufhin ebenfalls zu Superhelden werden. Gemeinsam können sie alle Todsünden von Sivana trennen, diese im Auge von Envy gefangen nehmen und ihn somit besiegen. Anschließend bringen sie das Auge zum Fels der Ewigkeit zurück, wo alle Todsünden wieder versteinert werden. Billy sieht sich zum ersten Mal als Teil der Pflegefamilie und kommt als Shazam zusammen mit Superman Freddy in der Schule besuchen.
In einer Mid-Credit-Szene sitzt Sivana in einer Gefängniszelle und kritzelt die Wände mit magischen Symbolen voll. Plötzlich hört er eine Stimme und sieht auf dem Fenstersims Mister Mind, der ihm erklärt, dass es noch andere Wege gebe, Magie zu erlangen, und nebenbei die „sieben Welten“ erwähnt.

## Produktion

### Vorgeschichte

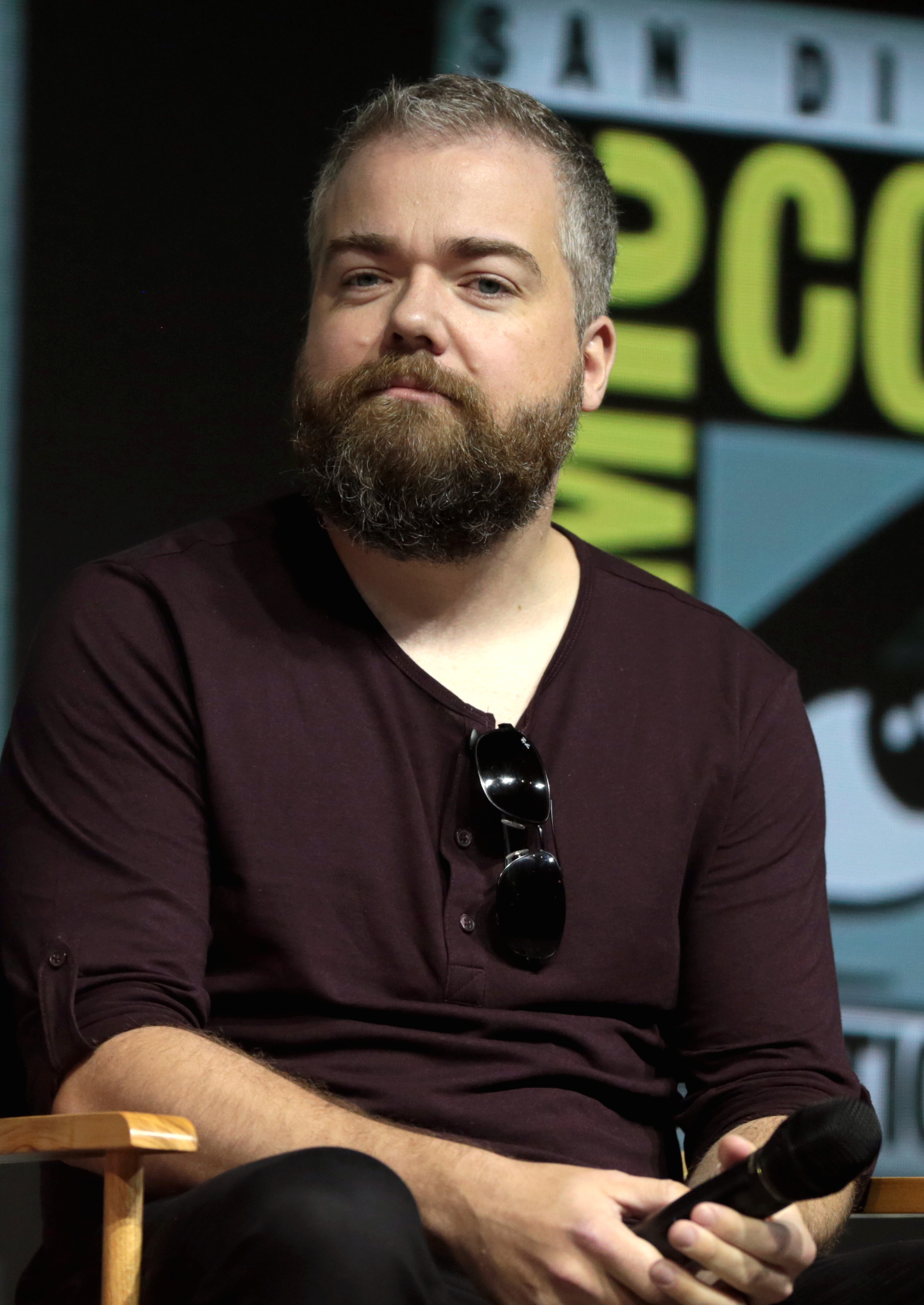
David F. Sandberg, Regisseur von Shazam!, auf der Comic-Con in San Diego im Juli 2018

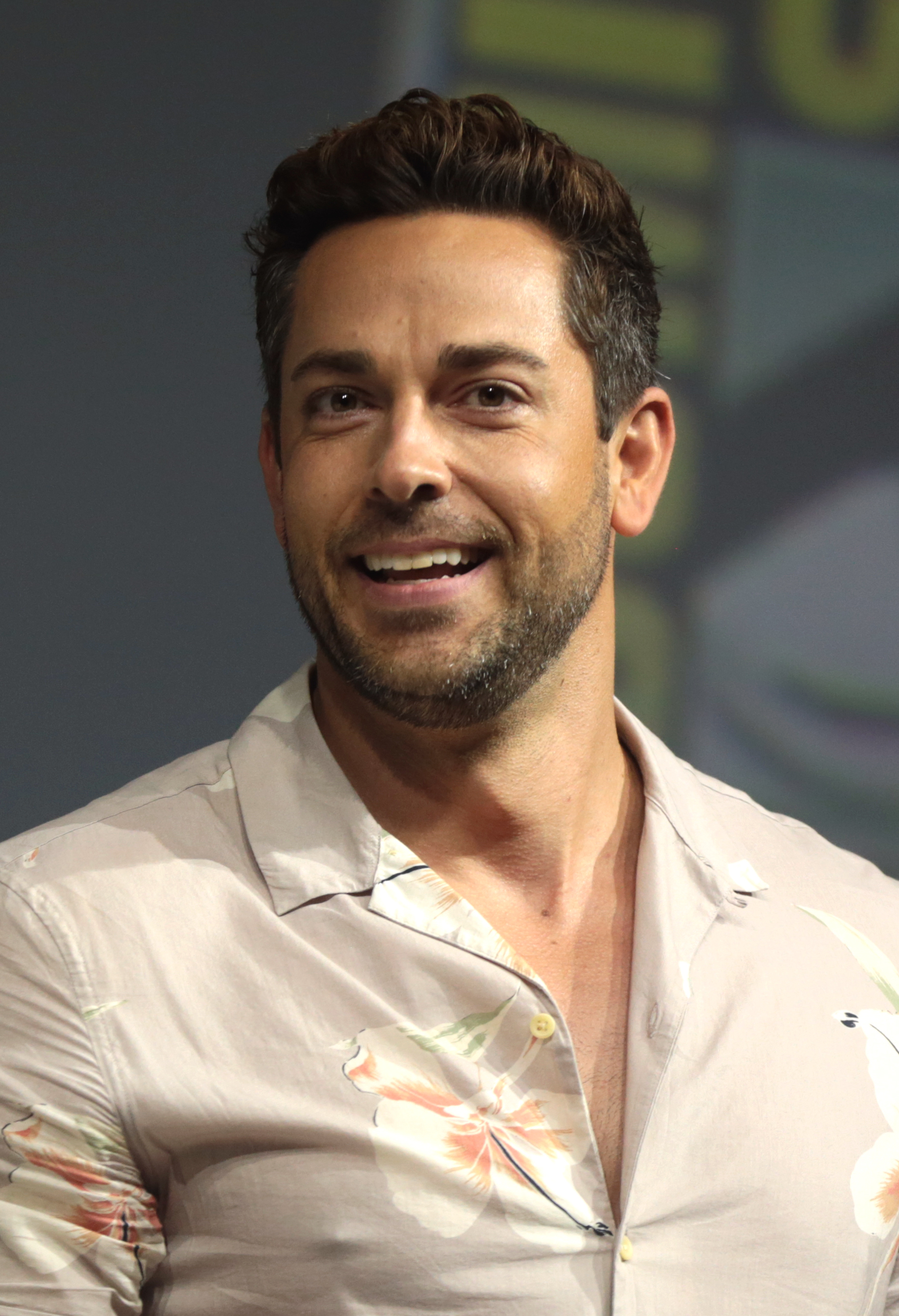
Zachary Levi spielt im Film in der Titelrolle Shazam

Die erste Kinoadaption von Captain Marvel geht auf das Jahr 1941 zurück: Dabei wurde von Republic Pictures mit Tom Tyler in der Hauptrolle ein zwölfteiliges Serial mit dem Titel Adventures of Captain Marvel produziert.
Die nächste Produktion an einer Kinoadaption über Captain Marvel erfolgte Anfang der 2000er Jahre: Das Unternehmen New Line Cinema begann mit Peter Segal als Regisseur, der neben Michael Ewing auch als Produzent fungierte, sowie John August als Drehbuchautor an einer Verfilmung zu Captain Marvel zu arbeiten. Als die Vorproduktion im März 2008 bereits voranschritten, wurde New Line Cinema von Warner Bros. aufgekauft und als Tochterunternehmen eingegliedert. Nachdem die neue Muttergesellschaft von New Line Cinema im selben Jahr mit dem düster gestalteten Film The Dark Knight einen finanziellen Erfolg erzielte, jedoch im selben Zeitraum mit dem als familienfreundlich angesehenen Film Speed Racer einen Misserfolg hinnehmen musste, sollte auch die ursprünglich als Familienfilm angedachte Captain-Marvel-Adaption düsterer als ursprünglich vorgesehen werden. Im August 2009 wurde bekannt gegeben, dass Bill Birch und Geoff Johns das neue Drehbuch schreiben sollten, während an Segal als Regisseur festgehalten wurde. Rund ein Jahr später wurde in der Los Angeles Times berichtet, dass Diskussionen begonnen hätten, die Kinoadaption zu verwerfen und stattdessen eine Fernsehserie zu Captain Marvel zu planen. Am 23. Dezember 2013 gab Segal in einem Interview bekannt, dass die Produktion am geplanten Film über Captain Marvel nicht weiter verfolgt werde.

### Entstehung
Seit Mai 2012 gab es Gespräche zwischen Dwayne Johnson und Warner Bros. über einen Schauspielvertrag für eine Rolle in einem Film aus den DC Comics. 2014 verdichteten sich die Hinweise, dass Johnson eine Rolle in einem Film über Captain Marvel haben wird. Im März 2014 bestätigte er über Twitter, dass er als Antiheld Black Adam eine Rolle in der Comicbuchverfilmung zu sehen sein wird. Im Oktober desselben Jahres wurde der Film im Rahmen einer Ankündigung von neun weiteren Filmen aus dem DC Extended Universe durch Kevin Tsujihara, Leiter von Warner Bros., für den 5. April 2019 angekündigt. Ein Kinostart in Deutschland ist einen Tag zuvor geplant. Ebenfalls im selben Jahr wurde Darren Lemke als Drehbuchautor für Shazam! bekannt gegeben.
Der Präsident von New Line Cinema, Toby Emmerich, sagte dem Magazin Entertainment Weekly, der Film werde sich von anderen Comicverfilmungen abheben; mit einem Sinn für Humor und „vollem Einsatz“ („with real stakes“). Im Oktober kündigte Warner Bros. an, dass sich Shazam! unter den Filmen befindet, die demnächst veröffentlicht werden sollen. Im Januar 2017 begann Henry Gayden das Drehbuch zu überarbeiten, während im Juli David F. Sandberg als Regisseur des Films benannt wurde. Die Produktion soll Anfang 2018 starten. Entgegen der ursprünglichen Ankündigungen wird Dwayne Johnson nicht als Black Adam im Film auftreten, jedoch später in dessen Solofilm. Im Januar 2018 bestätigte der britische Schauspieler Mark Strong, dass er in Shazam! als Antagonist Doctor Sivana zu sehen sein wird. Des Weiteren war ursprünglich geplant, dass Henry Cavill als Superman im Film einen Cameo haben soll. Da dieser allerdings keine Zeit hatte, für die zeitlich begrenzten Dreharbeiten an eine Schule nach Toronto zu kommen, ist im Film Ryan Handley, das Stuntdouble für Zachary Levi, in Supermans Kostüm zu sehen.
Die Dreharbeiten haben Ende Januar 2018 in den Pinewood Studios in Toronto begonnen.
Die Filmmusik komponiert Benjamin Wallfisch, der mit Sandberg zuletzt für die Filme Lights Out und Annabelle 2 zusammenarbeitete. Der Soundtrack, der insgesamt 29 Musikstücke umfasst, wurde am 5. April 2019 von WaterTower Music veröffentlicht.
Der Film kam am 4. April 2019 in die deutschen und dem darauffolgenden Tag in die US-amerikanischen Kinos. Am 16. Juni 2019 erschien der Film auf Blu-ray und UHD Blu-ray, auf denen über 20 Minuten an gelöschten und alternativen Szenen enthalten sind, in den Vereinigten Staaten. Ab dem 5. September 2019 ist er auch in Deutschland auf DVD, Blu-ray und UHD Blu-ray erhältlich.

### Synchronisation
Die deutsche Synchronisation erfolgte nach einem Dialogbuch von Stefan Fredrich und unter der Dialogregie von Sven Hasper im Auftrag der Interopa Film GmbH, Berlin.
| Rolle                   | Darsteller        | Synchronsprecher       |
| ----------------------- | ----------------- | ---------------------- |
| Billy Batson als Shazam | Zachary Levi      | Norman Matt            |
| Billy Batson            | Asher Angel       | Cedric Eich            |
| Freddy Freeman          | Jack Dylan Grazer | Jaro Haggège           |
| Dr. Thaddeus Sivana     | Mark Strong       | Torsten Michaelis      |
| Der Zauberer Shazam     | Djimon Hounsou    | Tilo Schmitz           |
| Victor Vasquez          | Cooper Andrews    | Tobias Müller          |
| Rosa Vasquez            | Marta Milans      | Marie Bierstedt        |
| Mary Bromfield          | Grace Fulton      | Victoria Frenz         |
| Darla Dudley            | Faithe Herman     | Nele Zech              |
| Eugene Choi             | Ian Chen          | Marlon Brieger         |
| Pedro Peña              | Jovan Armand      | Amadeus Strobl         |
| Burke Breyer            | Evan Marsh        | Sebastian Kluckert     |
| Brett Breyer            | Carson MacCormac  | David Kunze            |
| Mr. Sivana              | John Glover       | Hans-Jürgen Dittberner |
| Billys Mutter           | Caroline Palmer   | Sandrine Mittelstädt   |
| Dr. Lynn Crosby         | Lotta Losten      | Alexandra Wilcke       |
| junger Thaddeus Sivana  | Ethan Pugiotto    | Max Asmus              |
| Freddy Shazam           | Adam Brody        | Sven Hasper            |
| Eugene Shazam           | Ross Butler       | Nico Sablik            |
| Mary Shazam             | Michelle Borth    | Sonja Spuhl            |
| Pedro Shazam            | D. J. Cotrona     | Peter Lontzek          |
| Darla Shazam            | Meagan Good       | Esra Vural             |
| Mister Mind             | David F. Sandberg | Oliver Rohrbeck        |

## Rezeption

### Kritiken
In den englischsprachigen Medien fand der Film einen rundweg positiven Widerhall. Basierend auf der Auswertung von 419 Kritiken weist Rotten Tomatoes eine Positivquote von 90 Prozent aus, wobei eine durchschnittliche Bewertung von 7,3 von 10 möglichen Punkten zu Buche steht.

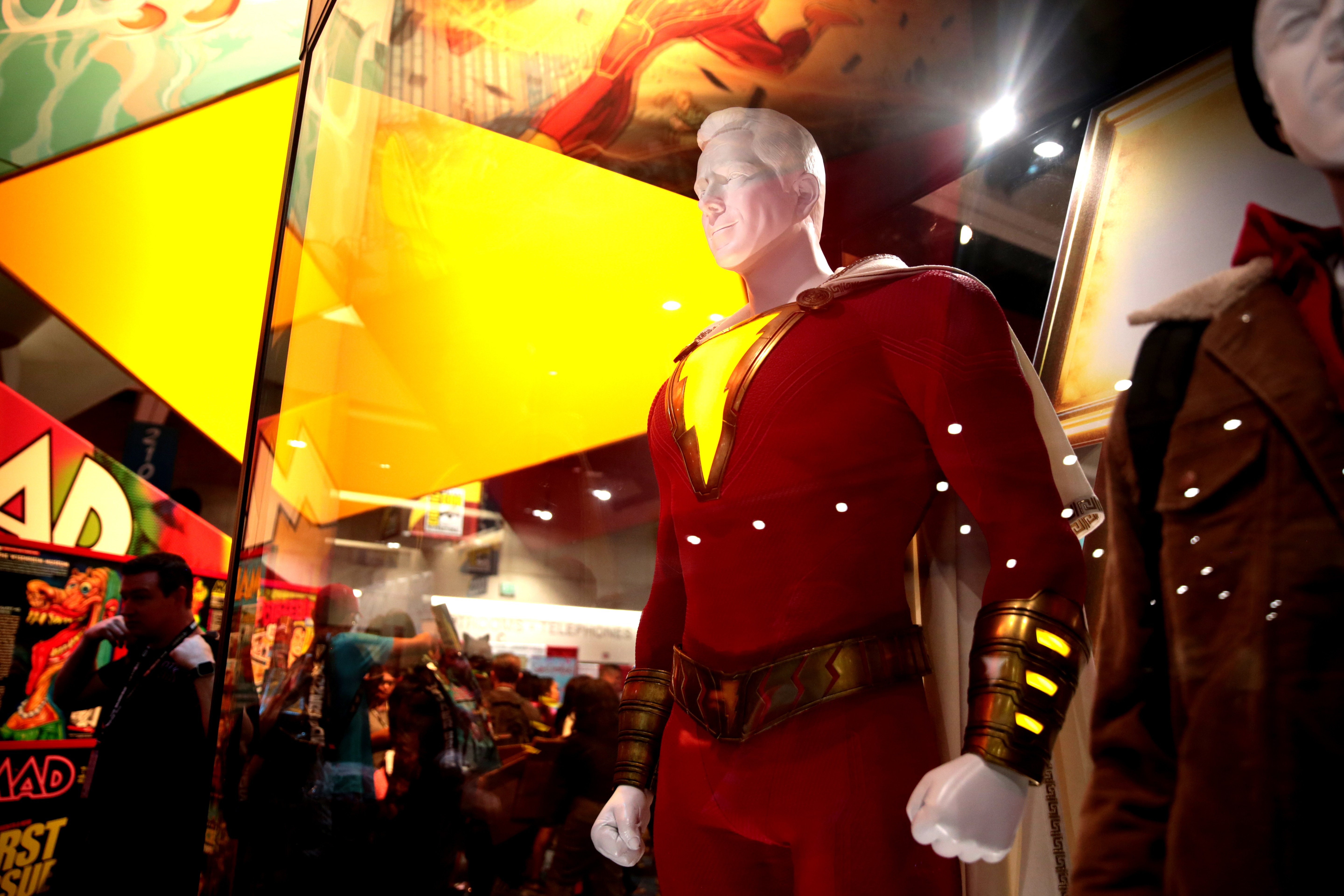
Eine Statue von Shazam bei der San Diego Comic-Con im Juli 2018

Die Filmkritikerin Antje Wessels fühlte sich bei Shazam! an Marvels Spider-Man-Reboot erinnert, der zwei Jahre zuvor eine neue Genrefärbung in das MCU brachte und Heist-Movies und Politthriller um sympathische High-School- beziehungsweise Coming-of-Age-Comedy ergänzte. Der Drehbuchautor Henry Gayden wende in seinem Skript mindestens so viel Zeit für das Familienleben des kleinen Billy sowie die Freundschaft der beiden Jungs auf, wie für den Kampf zwischen Gut und Böse und überhaupt alles, was sich mit der Superheldenthematik befasst, so Wessels weiter. Shazam! sei zu gleichen Anteilen eine rührende Geschichte über Familienwerte, heitere Buddy-Comedy mit sämtlichen emotionalen Höhen und Tiefen, eine Auseinandersetzung mit plötzlichem Heldendasein und natürlich ein klassischer Superheldenactioner, in dem sich Shazam schon sehr bald gegen einen gefährlichen Gegner zur Wehr setzen muss. Wenn Billy in Form seines Alter Egos Shazam eher durch Zufall eine Superpower nach der anderen entdeckt sowie von seinem popkulturaffinen Freund dazu animiert wird, noch weitere Skills auszuprobieren, spreche die sich langsam hochschaukelnde Dynamik für sich: „Ganz gleich, ob man noch nie einen Superheldenfilm gesehen hat, oder die Filme des Marvel Cinematic Universe und DC Extended Universe in- und auswendig kennt: In diesen Minuten wird Shazam! jeden mitreißen.“

### Einspielergebnis
Einen ersten Erfolg konnte der Film bei Previews in über 1.200 Kinos am 23. März 2019 verbuchen, durch die er rund 3,3 Millionen US-Dollar einspielen konnte. Aquaman, der bis dato erfolgreichste Film aus dem DC Extended Universe, konnte durch Previews hingegen nur 2,9 Millionen US-Dollar einnehmen. Am Startwochenende konnte Shazam! mit einem Einspielergebnis von rund 53,45 Millionen US-Dollar den ersten Platz der US-amerikanischen und mit 122.500 Besuchern den dritten Platz der deutschen Kino-Charts erreichen. Auch am zweiten Wochenende konnte sich Shazam! mit rund 25 Millionen US-Dollar Einnahmen an der Spitze der US-amerikanischen Kino-Charts halten. Eine Woche später fiel er mit einem Einspielergebnis von 17,34 Millionen US-Dollar auf den zweiten Platz zurück. Insgesamt verzeichnet der Film in Deutschland 390.672 Besucher. Die weltweiten Einnahmen belaufen sich auf 365,97 Millionen US-Dollar, von denen er 140,37 Millionen im nordamerikanischen Raum erwirtschaften konnte.

### Auszeichnungen
Golden Trailer Awards 2019
- Nominierung für den Besten Trailer eines Actionfilms
- Nominierung für den Besten TV-Spot eines Actionfilms[36]

Hollywood Critics Association Awards 2020
- Nominierung als Bester Blockbuster[37]

Hollywood Music in Media Awards 2019
- Nominierung für die Beste Filmmusik – Science-Fiction- oder Fantasyfilm (Benjamin Wallfisch)[38]

MTV Movie & TV Awards 2019
- Nominierung als Bester Held (Zachary Levi)
- Nominierung für die Beste Comedy-Performance (Zachary Levi)[39]

National Film & TV Awards 2019
- Auszeichnung als Beste Komödie[40]

People’s Choice Awards 2019
- Nominierung in der Kategorie Action Movie of 2019[41]

Saturn-Award-Verleihung 2019
- Nominierung als Beste Comicverfilmung
- Nominierung als Bester Nachwuchsdarsteller (Jack Dylan Grazer)
- Nominierung als Bester Nachwuchsdarsteller (Asher Angel)
- Nominierung für die Besten Kostüme (Leah Butler)

Teen Choice Awards 2019
- Nominierung als Choice Sci-Fi/Fantasy Movie
- Nominierung als Choice Sci-Fi/Fantasy Movie Actor (Zachary Levi)
- Nominierung als Choice Movie Villain (Mark Strong)[42]

## Fortsetzungen
Bereits mit der Mid-Credit-Szene wurde eine mögliche Fortsetzung zum Film angedeutet. In dieser wird der in einer Zelle eingesperrte Dr. Thaddeus Sivana von einer Raupe, dem Bösewicht Mister Mind, besucht und darüber aufgeklärt, dass man Zauberkräfte auch über andere Wege erlangen könne. Der Cliffhanger deutete so an, dass sich Sivana und Mister Mind in einer möglichen Fortsetzung verbünden könnten. Zu einem Aufeinandertreffen zwischen Shazam und Black Adam wird es hingegen noch nicht kommen. Laut Levi plane man, zuerst den Solofilm des Antagonisten zu verwirklichen und somit langsam „auf das Treffen der beiden hinzuarbeiten“. Bereits wenige Tage nach dem Kinostart des Films wurde bestätigt, dass der Autor Henry Gayden auch das Drehbuch zur Fortsetzung schreiben werde. Außerdem soll eine Rückkehr von David F. Sandberg auf dem Regiestuhl sehr wahrscheinlich sein. Im Juni 2019 verkündete Levi, das Drehbuch sei bereits in Entwicklung und die Dreharbeiten würden voraussichtlich in der ersten Hälfte des Jahres 2020 beginnen. Shazam! Fury of the Gods kam am 17. März 2023 in die US-amerikanischen Kinos.